# Naturščik
Naturščik (ruski: натурщик) je neprofesionalni glumac koji obično u filmu igra ulogu osobe kakva je u stvarnome životu (npr. liječnik glumi liječnika i sl.).